# Бранко Обрадович
Бранко Обрадович (на сръбски: Бранко Обрадовић или Branko Obradović) е югославски партизанин и генерал-лейтенант от ЮНА.

## Биография
Роден е на 10 юни 1907 година в град Скопие. През 1941 година се включва в комунистическата съпротива и влиза в ЮКП. Командир е на артилерията на втора пролетарска ударна бригада. След Втората световна война е началник на артилерийско училище, началник на зенитната артилерия към ЮНА и други. Носител е на партизански възпоменателен медал 1941 година.